# Quinto Articuleio Peto
Quinto Articuleio Peto (em latim: Quintus Articuleius Paetus) foi um senador romano nomeado cônsul sufecto em 78 e eleito cônsul em 101 com o imperador Trajano. Depois do consulado, Domiciano o nomeou superintendente dos aquedutos (curator aquarum). Ele emprestou seu nome para um senatus consultum que determinou que uma garantia dada por um garantidor está sob a jurisdição do governador da província mesmo que o devedor seja de uma província diferente. Quinto Articuleio Petino, cônsul em 123, provavelmente era seu filho.